# George Marsaglia
 (mai 2024).
Si vous disposez d'ouvrages ou d'articles de référence ou si vous connaissez des sites web de qualité traitant du thème abordé ici, merci de compléter l'article en donnant les références utiles à sa vérifiabilité et en les liant à la section « Notes et références ».
George Marsaglia, né le 12 mars 1924 à Denver et mort le 15 février 2011 à Tallahassee, est un mathématicien et informaticien américain. Il est principalement connu pour avoir créé les tests Diehard, une suite de logiciels permettant de permettant de mesurer la qualité d'un générateur de nombres aléatoires.

## Biographie
George Marsaglia était professeur émérite de mathématiques pures et appliquées et d'informatique à l'Université d'État de Washington, ainsi que professeur émérite de statistique à l'Université d'État de Floride.

Dans la version CD-ROM de 1995 des tests Diehard, Marsaglia a inclus plusieurs articles décrivant le processus de création des fichiers de nombres aléatoires. Il mentionne à plusieurs reprises que, parallèlement aux dispositifs déterministes et physiques :
Certains des fichiers contenaient du bruit blanc combiné avec du bruit noir, ce dernier provenant d'enregistrements numériques de musique rap. Et quelques fichiers incluaient même des images de femmes nues.
George Marsaglia est décédé d'une crise cardiaque le 15 février 2011 à Tallahassee.